# ヴァナキュラー建築

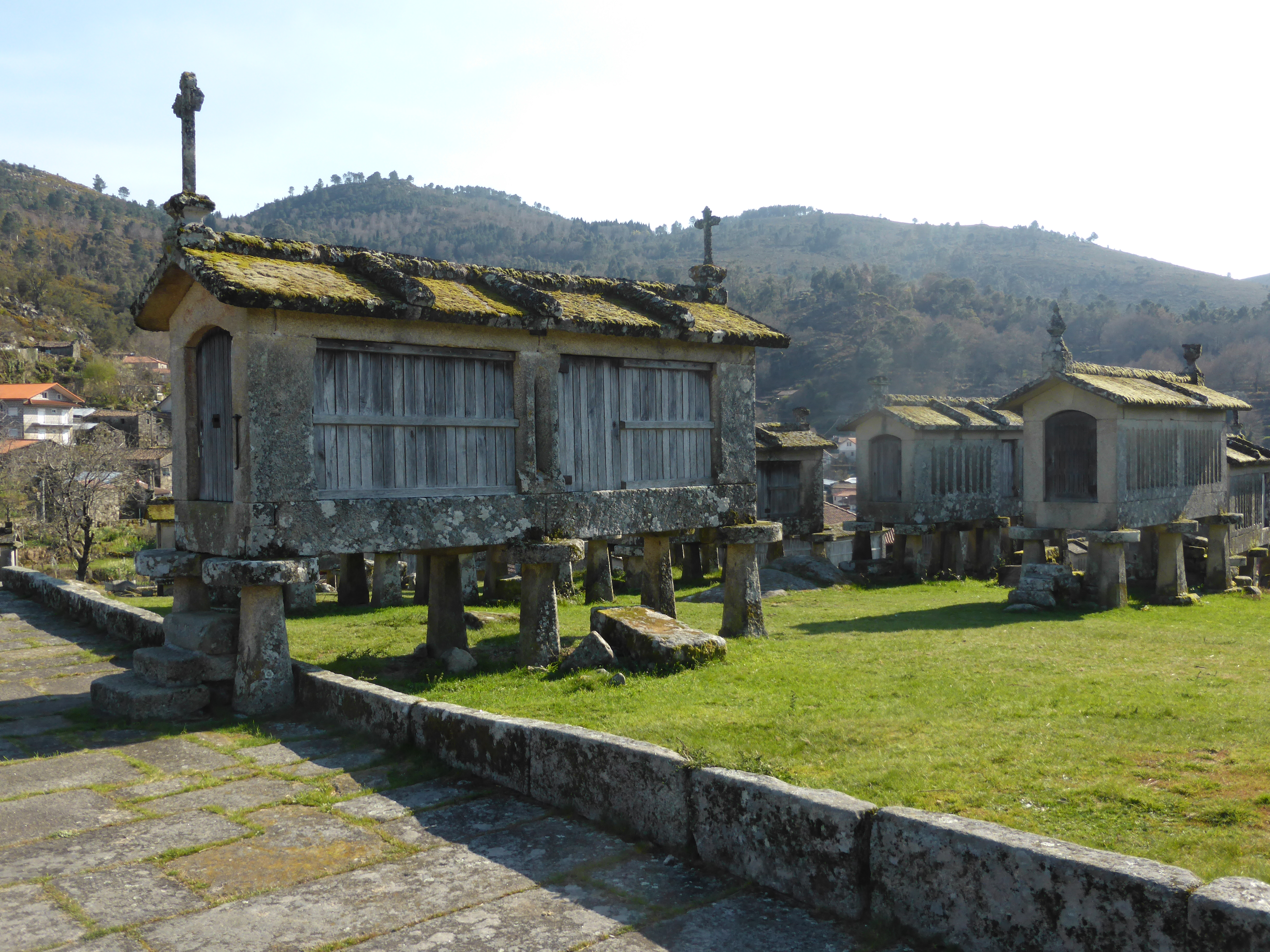
リンドソの穀倉群（ポルトガル）

ヴァナキュラー建築（ヴァナキュラーけんちく 英: Vernacular architecture）とは、気候や立地、そこに住む人々の活動といった風土に応じて造られる住居や施設。日本では一般的に民家のニュアンスで捉えられる。

## 概説
「vernacular」とは「その土地固有の」、「土着の」、あるいは「風土的」という意味である。1964年にバーナード・ルドフスキーが著した『建築家なしの建築』("Architecture without Architects")によってヴァナキュラー建築の概念は関心を集めた。ルドフスキーは職業的デザイナーである建築家によって建てられたハイスタイルな建築物を系図的にたどることで語られてきた建築史に対して、それまで無視されてきた無名の工匠たちによって造られた風土的建築物を紹介することで、建築芸術の新たな研究対象を提示した。
ヴァナキュラー建築は、それぞれの地域で産出する建材を使用して、その土地の気候にあったデザインを考慮して作られる点で、建築部材の全てが工場で生産され、現場で組み立てるだけの近代的な商業建築との大きな違いがある。また、ヴァナキュラー建築の世界では、長年繰り返された選択の蓄積として生まれた建築に必要なルールや知恵の多くは口伝や暗黙知として継承される。その知恵の体系は地域技術として普及し、それぞれの地域に同じような形態の建物が建てられ、風土色のある集落を形成している。中国の古典的建築書『営造法式』など、ヴァナキュラー建築の知識が建築書として明文化されている例もある。